# Nan Grey
Nan Grey, född 25 juli 1918 i Houston i Texas, död 25 juli 1993 i San Diego i Kalifornien, var en amerikansk skådespelare. 
Hon medverkade bland annat i två filmer med Deanna Durbin, Flickorna gör slag i saken och Envis som synden. I båda filmer spelade hon syster till Durbins rollfigur. Hon hade också en större biroll i skräckfilmen Draculas dotter. Efter att ha gift sig med sångaren Frankie Laine 1950 slutade hon arbeta som skådespelare, med undantag för ett inhopp i ett avsnitt av TV-serien Rawhide 1960.

## Filmografi, urval
- 1936 – Draculas dotter
- 1936 – Flickorna gör slag i saken
- 1938 – Alla flickors dröm
- 1939 – Envis som synden
- 1939 – Kärlek solsken och sång
- 1940 – Den osynlige mannens återkomst
- 1940 – Förbannelsens hus